# SACM 1Ct CGVFIL
Les SACM 1Ct ou 130T dans la nomenclature française sont une série de locomotive à vapeur construite en 1924 par la Société alsacienne de constructions mécaniques (SACM) pour la ligne de tramway de Béthune à Estaires de la compagnie des Tramways de l'Artois (TA) puis vendues à la fermeture de la ligne en 1932 à la Compagnie générale de voies ferrées d'intérêt local (CGVFIL) pour la ligne secondaire de Hazebrouck à Bergues et Hondschoote.

## Histoire
Elles sont construites en 1924. Elles sont vendues à la fermeture de la ligne en 1932 à la Compagnie générale de voies ferrées d'intérêt local (CGVFIL) pour la ligne secondaire de Hazebrouck à Bergues et Hondschoote.

## Caractéristiques[1]
- Nombre : 4 ;
- Numéros : 1, 4-6 ;
- Écartement : métrique (1 000 mm) ;
- Type : 1C tender ;
- Mise en service : 1924.